# Рабыня Изаура (телесериал)
«Рабы́ня Иза́ура» (порт. Escrava Isaura) — бразильский телесериал 1976 года телекомпании Globo по одноимённому роману 1875 года Бернарду Гимарайнша.
В главных ролях снялись начинающая актриса Луселия Сантус и звёзды бразильских телесериалов того времени: Рубенс ди Фалко (в роли рабовладельца Леонсио), Норма Блум (в роли Малвины), Атила Йориу (в роли Мигеля).
Первая теленовелла, транслировавшаяся по советскому телевидению.

## Сюжет
Оригинальный роман был весьма прогрессивным для своего времени, осуждая рабство, которое было отменено в Бразилии лишь спустя 20 лет после событий романа и спустя 13 лет после его публикации — в 1888 году.
Сюжет фильма посвящён истории борьбы за любовь и свободу. Главная героиня, Изаура — рабыня-квартеронка, которой предстоит пройти множество испытаний, прежде чем она обретёт долгожданное счастье с любимым человеком. Но тематика сериала также затрагивает и бедственное положение негров Бразилии в середине XIX века (не зря в своё время «Изауру» даже называли бразильской «Хижиной дяди Тома»).
В 65-й серии Изаура предлагает побег в США, где, с её слов, рабство отменено уже три года. Отсюда становится ясно, что действие происходит в 1868 году. До отмены рабства в Бразилии на тот момент оставалось ещё двадцать лет.

## В ролях
- Луселия Сантус — Изаура дус Сантус
- Рубенс ди Фалко — сеньор Леонсио Алмейда
- Эдвин Луизи — Алвару Сантана ди Соуза
- Роберто Пирильо — Тобиас Паэс Видаль
- Норма Блум — Малвина Фонтоура
- Жильберто Мартинью — командор Орасиу Корреа ди Алмейда
- Беатрис Лира — Эстер Алмейда
- Атила Йориу — Мигель дус Сантус
- Исаак Бардавид — Франсиску
- Альмейда Сантус — Жайме
- Марио Кардозу — Энрике Фонтоура
- Элиза Фернандес — Таис Паэс Видаль
- Арольду де Оливейра— Андре
- Мария дас Грасас — Санта
- Зени Перейра — Жануария
- Леа Гарсия — Роза
- Карлос Дуваль — Белтран
- Дари Реис — советник Инасио Фонтоура
- Анжела Леаль — Кармен Магалленс
- Италу Росси — Жозе Каоту Маттозу
- Мириан Риос — Анинья Маттозу
- Франсиску Дантас[порт.] (род. в 1911 году в Каунасе, до эмиграции из Литвы в 1926 году Францискус Владисловас Чепукайтис) — сеньор Маттозу
- Амирис Веронезе — Альба Паэс Баррето
- Андре Валли — Жуан Батишта Мартинью
- Кларисси Абужамра — Люсия Андраде
- Жозе Мария Монтейру — капитан Андраде
- Ари Козлов — Жерарду
- Жильда Сарменто — Каролина Андраде
- Ана Мария Грова — Энеида
- Неуза Боржеc — Рита
- Эдир де Кастро — Ана
- Агинальду Роша — доктор Алсеу Диаш Монтейро
- Нена Айньорен — Люсиола
- Марио Полимено — Пальярес
- Марлени Фигейро — Леонор
- Лади Франсиску — Жулиана
- Джойс ди Оливейра
- Лидия Иориу — Изаура (в детстве)
- Жансер Баррето — Леонсио (в детстве)
- Дуду Мораис
- Джоэл Сильва
- Хильда Реиш
- Ана Люсия Торре

а также:
- Анриэтта Морино — мадам Мадлен Безансон
- Маркус Фрота — Еврипидес

## Саундтрек
1. Prisioneira — Elizeth Cardoso (tema de Isaura)
2. Amor Sem Medo — Francis Hime (tema de Leôncio)
3. Retirantes — Dorival Caymmi (tema de abertura)
4. Nanã — Orquestra Som Livre
5. Banzo — Tincoãs
6. Mãe Preta — Coral Som Livre

## Международный прокат
В оригинальном варианте сериал состоит из ста 25-минутных серий. Для международного проката, как это часто практикуется в Globo, сериал был сокращён и перемонтирован до тридцати 30-минутных серий.
Фильм был с успехом показан по всему миру и стал одним из первых западных фильмов, транслировавшихся в странах «восточного блока». К 2016 году сериал занимал 5 место в списке самых продаваемых (104 страны) теленовелл главного бразильского телеканала TV Globo за всю его историю.
Для проката сериала в СССР теленовелла была перемонтирована в более привычный для советского телезрителя формат — 15 серий по 60—70 минут. Первые 5 серий телесериала были продемонстрированы по Центральному телевидению 16—20 октября 1988 года, продолжение — с 26 февраля по 7 марта 1989 года. В сентябре 1990 года, по просьбам телезрителей, Центральным телевидением телесериал был продемонстрирован повторно. Сериал, его персонажи и сюжет стал культовым. Жители страны живо обсуждали перипетии сюжета. После показа фильма в Союзе в употребление прочно вошло слово «фазенда», в основном для ироничного обозначения загородных участков в 6—10 соток. В несколько модных популярных песен был вплетён музыкальный мотив фильма (например, экзотик-поп дуэт «Кар-Мэн» использовал музыкальную тему фильма в песне «Парень из Африки»).
С февраля по апрель 1997 года и в июле 1998 года телесериал был показан российским телеканалом «ТВ-6». В 2005 году телекомпания ТНТ начала повтор сериала, на этот раз зрителям были показаны все 100 оригинальных серий «Изауры» (с августа по декабрь 2005 года). В 2016 году телеканал «Домашний» продемонстрировал сериал на майские праздники в сокращённом варианте: 2 мая (с 1-й по 15-ю серию) и 3 мая (с 16-й по 30-ю серию). Ещё раз сериал был показан в начале 2017 года, 4 и 5 января (30 серий). В общей сложности в России сериал шёл по четырём каналам, и на каждом был в новом озвучивании.

## Ремейк
В 2004 году другая бразильская телекомпания, «Rede Record», сняла ремейк. В сериале приняли участие и актёры, которые снимались в версии 1976 года — в том числе и Рубенс ди Фалко, на этот раз сыгравший роль командора Алмейды, отца Леонсио.

## Приквел
В 2016—2017 годах на бразильском телевидении вышла 159-серийная предыстория под названием «Рабыня-мать» (Escrava mãe), в которой описана жизнь матери Изауры.